# Herman Verwilst
Herman Cyriel Lucien Verwilst (Sint-Amandsberg, 22 oktober 1947) is een Belgisch voormalig politicus voor de SP, bankier, bestuurder en emeritus hoogleraar aan de Universiteit Gent.

## Levensloop
Herman Verwilst studeerde economie aan de Rijksuniversiteit Gent en de Johns Hopkins-universiteit in de Verenigde Staten. Vervolgens werkte hij als econoom bij het Internationaal Monetair Fonds, waarna hij professor economie aan de Rijksuniversiteit Gent werd. Hij werd docent in 1980, gewoon hoogleraar in 1988 en buitengewoon hoogleraar in 2000. In 2013 ging hij met emeritaat.
Van 1988 tot 1991 was hij kabinetschef van minister van Economische Zaken Willy Claes (SP). Van 1991 tot 1992 zetelde hij voor de SP in de Senaat als gecoöpteerd senator. In 1992 verliet hij de politiek om actief te worden in de financiële sector.
In 1992 werd Verwilst voorzitter van het directiecomité van de ASLK-Holding, die in 1993 grotendeels opgenomen werd in Fortis. Van 1993 tot 1996 was hij voorzitter van het directiecomité van ASLK-Bank en zetelde hij in de raad van bestuur van Fortis. Marcel De Doncker volgde hem in 1993 als voorzitter van de ASLK-Holding op. Van 1997 tot 2000 was hij directeur bij Fortis en van 1997 tot 1998 in opvolging van Valère Croes CEO van de Belgische afdeling van Fortis. In 1998 werd hij voorzitter van het directiecomité van de Generale Bank (later Fortis Bank), de afdeling van Fortis die zich voornamelijk met de bankactiviteiten bezighield.
Van 1994 tot 2005 was hij lid van het college van censoren van de Nationale Bank van België.
Nadat Fortis in 2008 wegens financieel wanbeleid ernstig in de problemen kwam, werd hij in juli 2008 benoemd tot CEO van Fortis in opvolging van Jean-Paul Votron. Hij kon echter de ondergang van de bank niet tegenhouden en moest in september 2008 ontslag nemen als CEO. Hij werd opgevolgd door Filip Dierckx. In 2012 werd Verwilst door het gerecht in verdenking gesteld voor koersmanipulatie omdat hij als CEO van Fortis niet waarheidsgetrouw met de beleggers gecommuniceerd had. In september 2015 schold het Brusselse hof van beroep echter de boete die de FSMA opgelegd had in juni 2013 volledig kwijt.
Vervolgens was Verwilst van 2008 tot 2014 voorzitter van de raad van bestuur van Optima Bank. Hij was ook bestuurder van het cultuurfestival Europalia.

## Publicaties
- 'De voorwaarden van kredietverlening door het IMF', in Maandschrift Economie 44, nr. 10, 1980, 434–442.
- 'Les opérations courantes de l'UEBL. Vers une amélioration durable?', in Eurépargne  14, nr. 12, 1984, 11–18. (samen met W. de Vijlder)
- 'Le management des banques d'épargne: un compromis entre le risque et la rentabilité?, in Les banques d'épargne Belges - Histoire, Droit, Fonction Économique et Institutions, Tielt, Lannoo, 1986. (samen met Benny Degraeuwe)

- International Standard Name Identifier: 0000 0000 4145 0471
- Library of Congress Control Number: no96034052
- Virtual International Authority File: 53744322
- WorldCat: E39PBJmdv4f3GRDD8bGRDHbDbd